# Rožmberk nad Vltavou
Rožmberk nad Vltavou là một thị trấn thuộc huyện Český Krumlov, vùng Jihočeský, Cộng hòa Séc.